# Dekanat Sandomierz
Dekanat Sandomierz – jeden z 25 dekanatów w rzymskokatolickiej diecezji sandomierskiej.

## Parafie
W skład dekanatu wchodzi 9 parafii:
- parafia Matki Bożej Królowej Polski – Daromin
- parafia Najświętszego Serca Pana Jezusa – Jankowice (Dacharzów)
- parafia św. Katarzyny – Łukawa
- parafia Chrystusa Króla Jedynego Zbawiciela Świata – Sandomierz
- parafia MB Królowej Polski i św. Jana Kantego – Sandomierz
- parafia Narodzenia NMP (katedralna) – Sandomierz
- parafia Nawrócenia św. Pawła Apostoła – Sandomierz
- parafia Podwyższenia Krzyża Świętego – Sandomierz
- parafia św. Józefa – Sandomierz.

Na terenie dekanatu istnieją 3 kościoły rektoralne:
- kościół rektoralny św. Michała Archanioła – Sandomierz
- kościół rektoralny św. Jakuba Apostoła – Sandomierz
- kościół rektoralny Ducha Świętego – Sandomierz

## Historia
19 kwietnia 2016, w wyniku reorganizacji dekanatów diecezji sandomierskiej, bp Krzysztof Nitkiewicz wyłączył z dekanatu Ożarów parafię św. Katarzyny w Łukawie, którą włączył do dekanatu Sandomierz.

## Sąsiednie dekanaty
Gorzyce, Klimontów, Koprzywnica, Opatów, Ożarów, Tarnobrzeg, Zawichost.